# 트래비스 스미스
트래비스 윌리엄 스미스(영어: Travis William Smith, 1972년 11월 7일 ~ )는 SK 와이번스 소속으로 활약했던 미국의 야구 선수로 포지션은 투수이다.

## 미국 프로야구 시절
1995년 밀워키 브루어스의 지명을 받아 루키 리그에서 데뷔했다. 1997년에는 더블A에서 16승을 올리며 활약했고 1998년 중간 계투로 메이저리그에 첫 등판하여 2이닝 무실점을 기록했다. 이후로는 트리플A에서 주로 뛰며 밀워키, 휴스턴, 세인트루이스에서 선발 투수로 뛰었다.

## SK 와이번스 시절
2003년 SK 와이번스

## 미국 프로야구 복귀
이후 2007년까지 여러 팀을 옮겨다니며 메이저리그와 트리플A를 자주 오르내렸다. 트리플A에서는 선발 자리를 보장받으며 주로 선발 투수로 나섰지만, 메이저리그에서는 주로 계투로 뛰었다.

## 같이 보기
- 2003년 SK 와이번스 시즌